# Carne Cachena da Peneda
A Carne Cachena do Soajo – Peneda DOP é um produto de origem portuguesa com Denominação de Origem Protegida pela União Europeia (UE) desde 28 de fevereiro de 2002, encontrando-se também inscrita no catálogo mundial Arca do Gosto. 

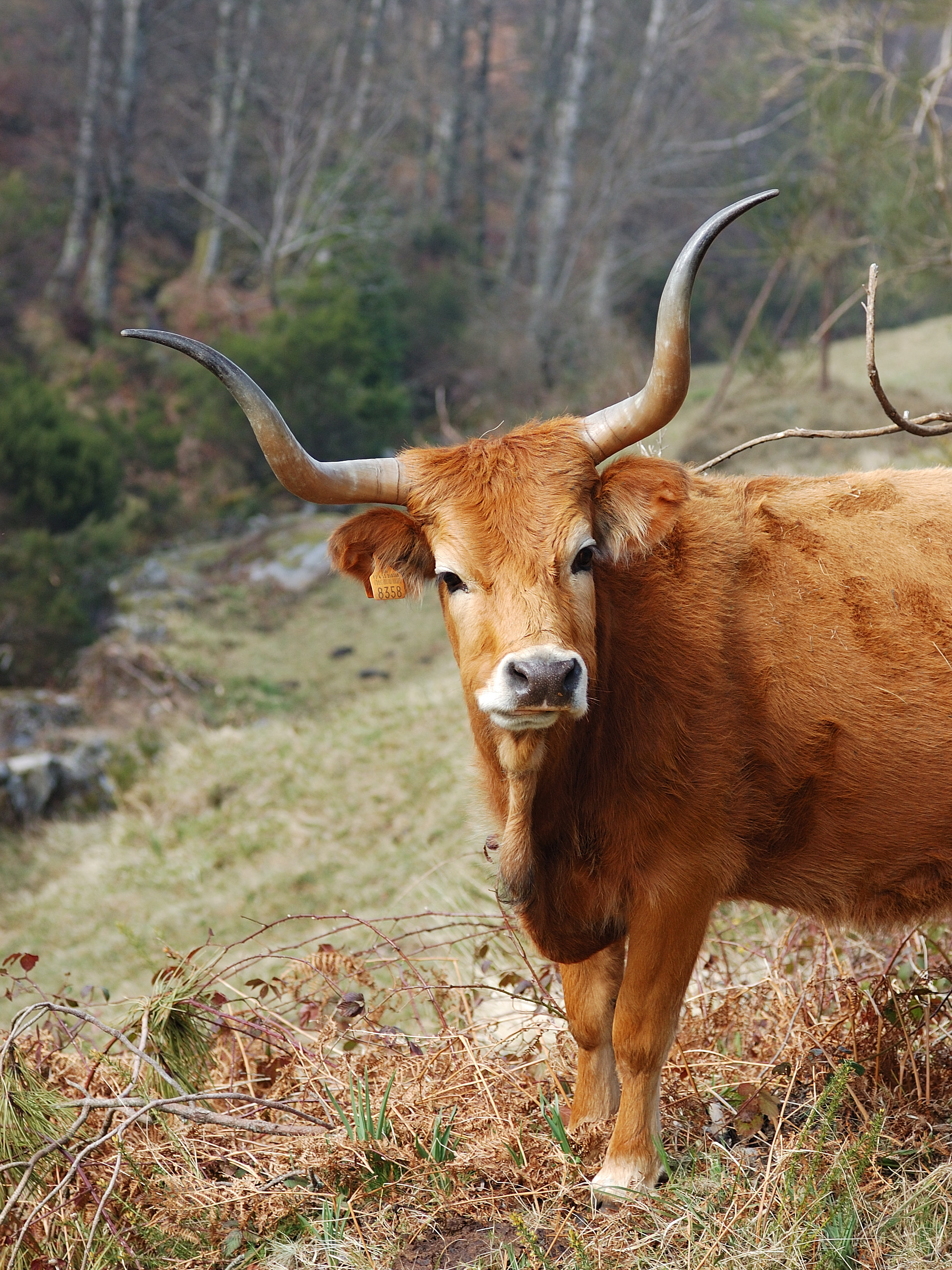
Vaca cachena em Sistelo, aldeia do concelho de Arcos de Valdevez

Obtém-se a partir de animais da raça Cachena, a raça bovina portuguesa mais pequena e uma das mais pequenas do mundo. Trata-se de uma carne suculenta, húmida e bastante saborosa.

## Agrupamento gestor
O agrupamento gestor da denominação de origem protegida "Carne Cachena do Soajo - Peneda" é a Cooperativa Agrícola dos Agricultores de Arcos de Valdevez e Ponte da Barca, CRL.

## Área de produção
A área de produção integra a zona montanhosa do Alto Minho, onde se encontram igualmente espécies como o lobo e outros animais selvagens do Parque Nacional da Peneda-Gerês. É um território classificado como Reserva da biosfera da UNESCO.